# Tessen

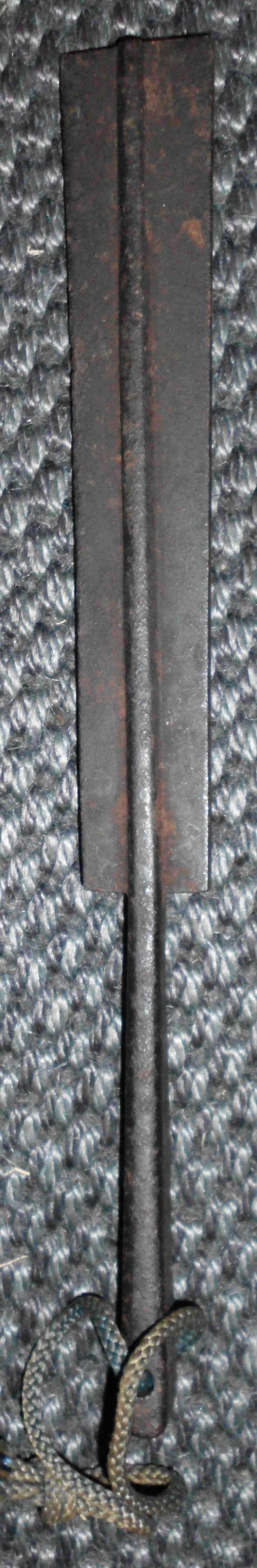
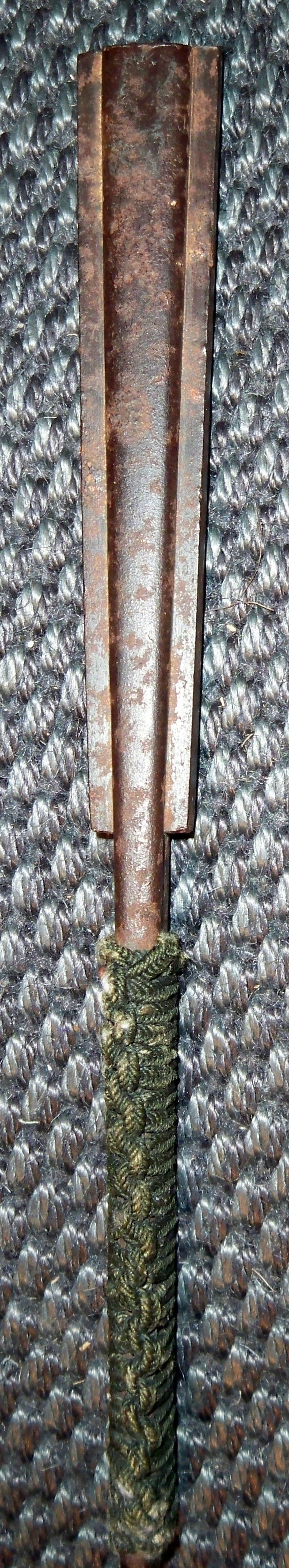
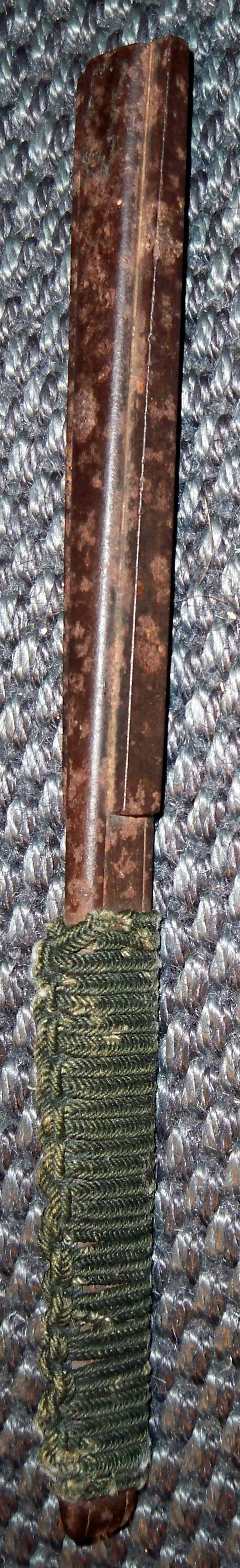

Il tessen (鉄扇?), o tetsu-ten (tetsu (鉄?) vuol dire ferro), è uno dei ventagli da combattimento giapponesi. Lungo tipicamente circa 35 cm, ne esistono di due tipi:
- menhari-gata, di seta o di washi (una carta molto resistente), decorato, a volte anche con lamine di oro o argento, o trattato con petrolio. Ha le stecche fatte o rinforzate con ferro (a volte tutte, in genere 8 o 10, a volte solo quelle esterne);
- tenarashi-gata, oggetti completamente in ferro a forma di ventaglio chiuso. I tenarashi-gata erano i più popolari tra i samurai, i quali li usavano anche contro gli avversari di rango inferiore, perché usare la spada contro questi era considerato disdicevole.

L'arte marziale del tessen è il tessenjutsu.

## Perché un ventaglio come arma
L'etichetta del tempo vietava di portare armi all'interno di abitazioni e castelli, per cui i tessen venivano indossati dai samurai come parte dell'abbigliamento, come era usanza fare con i ventagli normali, che avevano un ruolo nell'etichetta giapponese. Venivano portati sia infilati nell'obi (la cintura) o tenuti in mano e potevano essere utilizzati come difesa improvvisata.

## Le forme

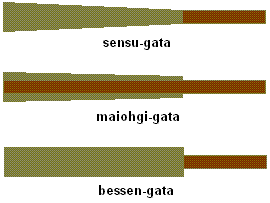
Le principali forme di tessen (i colori non sono significativi)

I tessen venivano costruiti principalmente con la forma di altri tre tipi di ventaglio:
- sensu-gata, il ventaglio comune;
- maiohgi-gata, i tradizionali ventagli degli spettacoli giapponesi;
- bessen-gata, i ventagli usati per dirigere le truppe militari in guerra.